# RS-12M
Die RS-12M Topol (russisch РС-12М То́поль) war eine silogestützte/mobile ballistische Interkontinentalrakete aus sowjetischer Produktion. Im GRAU-Index trug sie die Bezeichnung RT-2PM, der Systemindex der Streitkräfte Russlands lautete 15P158 und die Rakete wurde 15Sch58 bezeichnet. Die Startfahrzeuge trugen die Bezeichnungen 15U128.1 und 15U168. Der NATO-Codename für die RS-12M lautete SS-25 Sickle.

## Entwicklung

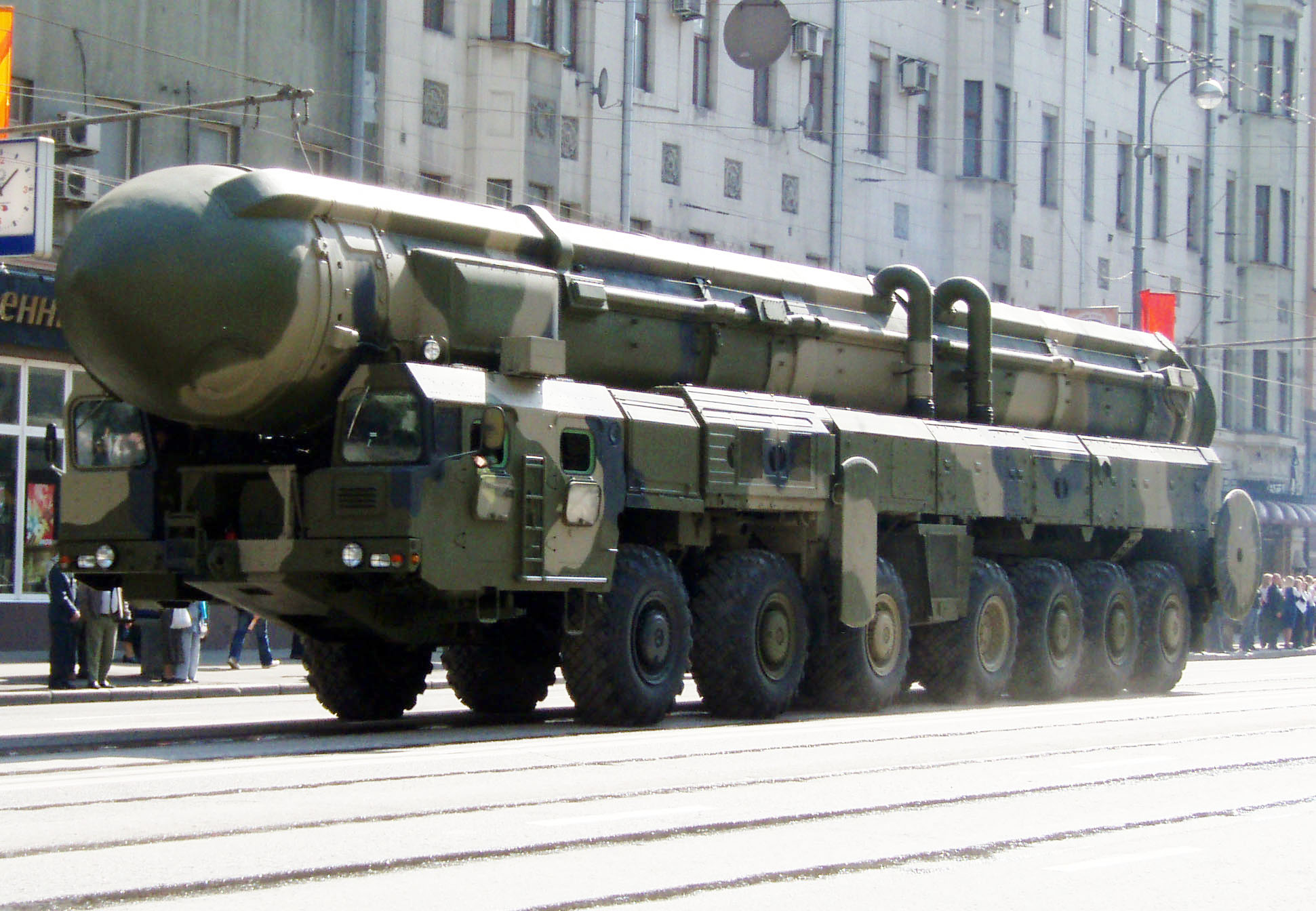
Eine MAZ-7917 mobile Startrampe

Die RS-12M wurde als kostengünstiges, mobiles sowie schwer lokalisierbares ICBM-System konzipiert. Im Jahr 1977 begannen das Konstruktionsbüro Nadiradse und das Moskauer Institut für Wärmetechnik mit der Systementwicklung. Da der – niemals ratifizierte – SALT-II-Vertrag eine Neukonstruktion von mehr als einer Interkontinentalrakete verbot, deklarierte die Sowjetunion das RS-12M-System als eine Weiterentwicklung der RS-12 (NATO-Codename SS-13 Savage). Tatsächlich griffen die Entwickler aber auf den Entwurf der RS-14 Temp-2S (NATO-Codename SS-16 Sinner) zurück. Die RS-12M verwendet unter anderen die ersten beiden ersten Raketenstufen der RS-14, ist aber mit einem neuentwickelten Wiedereintrittskörperträger (englisch Post Boost Vehicle) bestückt. Der neue Wiedereintrittskörperträger enthält eine neuentwickelte Navigations- und Steuereinheit sowie einen neukonstruierten Nuklearsprengkopf. Der erste Teststart erfolgte am 27. Oktober 1982 auf dem Kosmodrom Plessezk und endete mit einer Havarie. Bis zum Jahr 1988 wurden in Plessezk 68 Topol-Raketen zu Test- und Übungszwecken gestartet. Die silogebundene Topol-Ausführung wurde im Jahr 1985 in der Region Joschkar-Ola bei den Strategischen Raketentruppen der Sowjetunion stationiert. Das erste Raketenregiment mit der fahrzeuggebundenen Ausführung war im Jahr 1987 in Nischni Tagil einsatzbereit. Bis zum Produktionsende im Jahr 1994 wurden 420–450 Topol-Raketen hergestellt.
Eine Weiterentwicklung der RS-12M Topol ist die RS-12M2 Topol-M (NATO-Codename SS-27 Sickle-B). Ausgemusterte Topol-Raketen werden als Start-Trägerraketen verwendet.

### Startfahrzeug
Die Topol-Raketen konnten in Raketensilos stationiert werden oder auf den geländegängigen MAZ-7912 (15U128.1) bzw. MAZ-7917 (15U168)-14×12-Lastkraftwagen platziert werden und ab diesem gestartet werden. Die LKWs wurden von Minski Awtomobilny Sawod entwickelt und hatten eine Besatzung von drei Personen. Der LKW verfügte über eine Reifendruckregelanlage, ein Navigationssystem und über ein Führerhaus mit ABC-Schutz. An der Fahrzeugfront befand sich der Motor mit dem Führerhaus. Als Motor kam ein luftgekühlter Dieselmotor mit 522 kW (710 PS) Leistung zum Einsatz. Unbeladen (ohne Rakete) hatte das Fahrzeug eine Länge von 18,40 m, war 3,85 m breit, 3,00 m hoch und ein Gewicht von rund 47 Tonnen. War das Fahrzeug mit dem Transport- und Abschussbehälter für die Rakete beladen so betrug die Länge 22,30 m und die Höhe 4,35 m. Das Fahrzeuggewicht stieg auf rund 105 Tonnen. Beladen betrug die maximale Fahrgeschwindigkeit rund 40 km/h. Um das Startfahrzeug feuerbereit zu machen, wurde es zuerst auf Hydraulikstützen gestellt. Danach wurde der Transport- und Abschussbehälter über das Heck in einem Winkel von 90 ° angestellt. Die 15Sch58-Raketen wurden kalt gestartet. Mittels Gasdruck wurde sie aus dem Abschussbehälter auf eine Höhe von ca. 30 m ausgestoßen. Erst dann zündete die erste Raketenstufe. Der Raketenstart konnte aus den Garagen für das Startfahrzeug erfolgen, die ein teilbares Schiebedach hatten, weiterhin von eingemessenen Geländepunkten entlang einer festgelegten Patrouillenroute oder von beliebigen Punkten im Gelände. Das mobile System war schnell verlegbar und daher schwierig zu lokalisieren. Somit war eine präventive Zerstörung nur schwierig realisierbar. Für den Raketenstart wurde eine Vorbereitungszeit von wenigen Minuten benötigt.

### Rakete
Die 15Sch58-Raketen wurden in versiegelten, vor Witterungseinflüssen geschützten Transport- und Abschussbehältern aus dem Herstellungswerk geliefert. In der Raketenbasis wurden die Behälter auf die Startfahrzeuge aufgesetzt. Der zylinderförmige Abschussbehälter hatte eine Länge von 22,30 m und einen Außendurchmesser von rund 2,00 m. Der Behälter schützte die Rakete vor negativen Umwelteinflüssen und Beschädigung. Im Inneren des Behälters war eine elektrische Heizung installiert, welche für eine optimale Temperatur zwischen 15 und 20 °C sorgt. Die 15Sch58 war eine dreistufige Interkontinentalrakete. Die Stufen bestanden aus drei Hauptantriebsstufen mit Feststoff-Raketentriebwerken. Der Wiedereintrittskörperträger (englisch Post Boost Vehicle) verfügte ebenfalls über ein kleines Feststoff-Raketentriebwerk zur Lageregelung. Die Antriebsstufen waren übereinander angebracht und zünden der Reihe nach. Die Hülle der Rakete bestand aus Komposit-Werkstoffen (u. a. kevlarverstärktem Epoxidharz). Die erste Stufe hatte einen Durchmesser von 1.800 mm, die zweite 1.500 mm und die dritte 1.340 mm. Die Lenkeinheit bestand aus einem Trägheitsnavigationssystem mit einem digitalen Computer. Die Steuerung erfolgte über vier Strahlruder am Raketentriebwerk sowie acht wabenförmige Gitterflossen (davon vier beweglich) am Raketenheck. Die Rakete war mit einem Nukleargefechtskopf vom Typ 15F581 (AA-88) mit einer Sprengleistung von 550 kT bestückt. Die Topol-Rakete erzielte je nach Schussdistanz einen Streukreisradius (CEP) von 200 bis 900 m.

## Status
Die RS-12M Topol war den Strategischen Raketentruppen der Sowjetunion und später den Strategischen Raketentruppen Russlands unterstellt. Die Topol-Formationen waren in Division mit jeweils 2 bis 4 Regimentern gegliedert. Jedes Regiment hatte bis zu 9 Topol-Raketen im Bestand. Einige mobilen Topol-Regimenter waren in ehemaligen RSD-10-Garnisonen (NATO-Codename SS-20 Saber) stationiert. Für einzelne Regimenter wurden auch neue Garnisonen errichtet. Die stationären Topol-Regimenter verwendeten für ihre Topol-Raketen freigewordene Raketensilos ausgedienter Interkontinentalraketen. Im Jahr 1997 wurde mit 386 stationierten Topol (davon 288 der mobilen Ausführung) der Höchststand erreicht. Die letzten RS-12M Topol wurden Ende 2023 ausgemustert. Ausgemusterte Topol-Raketen werden weiterhin für Tests der Strategischen Raketentruppen Russlands verwendet.

### Stationierung
Russische SFSR / Russland
- Barnaul (Region Altai): 26 mobile Topol in ehemaligen RSD-10-Garnisonen.
- Drowjanaja (Region Transbaikalien): 18 stationäre Topol in ehemaligen UR-100-Raketensilos.
- Irkutsk (Oblast Irkutsk): 36 mobile Topol in 4 Garnisonen.
- Joschkar-Ola (Republik Mari El): 36 stationäre Topol in ehemaligen RS-12-Raketensilos.
- Jurja (Oblast Kirow): 45 mobile Topol in 5 Garnisonen.[10]
- Kansk (Region Krasnojarsk): 45 mobile Topol in 5 ehemaligen RSD-10-Garnisonen.
- Nischni Tagil (Oblast Swerdlowsk): 45 mobile Topol in 5 Garnisonen.[10]
- Nowosibirsk (Oblast Nowosibirsk): 45 mobile Topol in 5 ehemaligen RSD-10-Garnisonen.
- Teikowo (Oblast Iwanowo): 36 mobile Topol in 4 Garnisonen.[10]
- Vypolzovo (Oblast Twer): 18 mobile Topol in 2 Garnisonen.[10]
- Surovatikha & Khrizolitovy: Depots mit 45 Topol Raketen.

Weißrussische SSR / Belarus
- Lida (Rajon Lida): 27 mobile Topol in 3 ehemaligen RSD-10-Garnisonen.
- Masyr (Homelskaja Woblasz): 27 mobile Topol in 3 ehemaligen RSD-10-Garnisonen.
- Pastawy (Rajon Pastawy): 27 mobile Topol in 3 ehemaligen RSD-10-Garnisonen.